# Riama luctuosa
Riama luctuosa är en ödleart som beskrevs av  Peters 1863. Riama luctuosa ingår i släktet Riama och familjen Gymnophthalmidae. IUCN kategoriserar arten globalt som otillräckligt studerad. Inga underarter finns listade i Catalogue of Life.